# Colubrina elliptica
Colubrina elliptica är en brakvedsväxtart som först beskrevs av Olof Swartz, och fick sitt nu gällande namn av Briz. och W. L. Stern. Colubrina elliptica ingår i släktet Colubrina och familjen brakvedsväxter. Inga underarter finns listade i Catalogue of Life.